# 萬人敵
萬人敵，是中國古代形容武將『勇猛善戰』的美譽。

## 例子
歷史上曾被稱譽為『萬人敵』者如下：
- 秦末：項羽（見《史記·項羽本紀》。項羽不是受到別人稱讚，而是他本人認為大丈夫應該學會『萬人敵』的本事。即『統兵作戰，力當萬人』的本領。）
- 三國蜀漢：關羽、張飛（見《三國志·程昱傳》：「關羽、張飛皆『萬人敵』也。」）
- 前秦：鄧羌、張蚝（見《資治通鑑·晉紀》：「秦人稱鄧羌、張蚝皆『萬人敵』。」）
- 南朝宋：魯爽（見《宋書·薛安都傳》：「（魯）爽累世梟猛，生習戰陳，咸云『萬人敵』。」）
- 北周：王傑（見《北史·王傑傳》：「王文達『萬人敵』也，但恐勇決太過耳。」）
- 隋代：裴行儼（見《北史·裴行儼傳》：「（裴）行儼每戰，所當皆披靡，號『萬人敵』。」）
- 唐代：薛仁杲（見《舊唐書·薛舉傳》：「（薛仁杲）多力善騎射，軍中號為『萬人敵』。」）
- 唐代：高暉（或高庭暉）、李日越、喻文景（見《新唐書·李光弼傳》：「賊將高暉、李日越，『萬人敵』也。」；又見《資治通鑑·唐紀》：「賊將高庭暉、李日越、喻文景，皆『萬人敵』也。」）
- 唐代：李晟（見《新唐書·李晟傳》：「忠嗣撫其（即李晟）背曰：『萬人敵也。』」）
- 遼代：耶律迭里特（見《遼史·逆臣列傳》：「帝歡甚曰：『吾弟（即耶律迭里特）萬人敵！』」）
- 宋代：李薦（見《宋史·李薦傳》：「（蘇軾）拊其（即李薦）背曰：『子之才，萬人敵也，抗之以高節，莫之能禦矣。』」此處比較特殊，蘇軾讚揚李薦的『文才』能敵萬人，而非『武勇』。）
- 宋代：韓世忠（見《宋史·韓世忠傳》：「（韓）世忠追擊，賊敗而遁。淵嘆曰：『真萬人敵也。』」）
- 宋代：京超（見《宋史·岳飛傳》：「抵郢州城下，偽將京超號『萬人敵』，乘城拒（岳）飛。」）
- 明代：曹文詔、周遇吉、黃得功（見《明史·曹文詔傳》）：「曹文詔等（周遇吉、黃得功）秉驍猛之資，所向摧敗，皆所稱『萬人敵』也。」）
- 明代：李定國（見邵廷采《西南紀事》卷十：「（李定國）驍勇超逸，更稱『萬人敵』。」）
- 清代：費英東（見《清史稿·費英東傳》：「太祖歎曰：『此（費英東）真萬人敵也！』」）
- 清代：顧俠君、莊楷、方覲、繆沅、黎致遠（見葛虛存《清代名人軼事》－〈顧俠君酒量〉：「江左酒人，推顧俠君嗣立第一。……在京師日，聚同時酒人，分曹較量，亦無敵手，一時方近雯覲、莊書田楷、繆湘芷沅、黎寧先致遠，皆『萬人敵』也。」此處亦是特例，此數人均以『酒量過人』而被稱為『萬人敵』，與『武勇』無關。）

## 文學作品
- 李白《經亂離後天恩流夜郎憶舊遊書懷贈江夏韋太守良宰》：「…劍非萬人敵，文竊四海聲。…」
- 郎士元《關羽祠送高員外還荊州》：「將軍稟天姿，義勇冠今昔。走馬百戰場，一劍萬人敵。」
- 顧況《從軍行二首》：「少年膽氣粗，好勇萬人敵。」
- 杜牧《東兵長句十韻》：「落鵰都尉萬人敵，黑矟將軍一鳥輕。」
- 章回小說《三國演義》第三十五回《玄德南漳逢隱淪　單福新野遇英主》中司馬徽說：「關、張、趙雲，皆萬人敵，惜無善用之人。」
- 同上第六十六回《關雲長單刀赴會　伏皇后為國捐生》中關羽自論：「昔戰國時趙人藺相如，無縛雞之力，於澠池會上，覷秦國君臣如無物；況吾曾學萬人敵者乎？」